# Sergent
|  | Per a altres significats, vegeu «Sergent (grau policial)». |

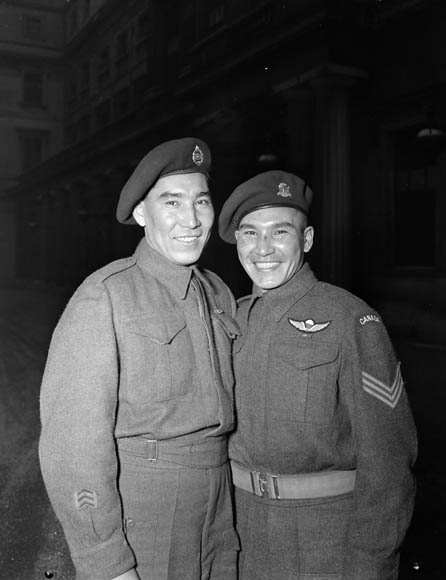
El Sergent Tommy Prince i el Soldat Morris Prince de l'exèrcit canadenc

Sergent és un grau militar de la categoria dels sotsoficials. Alguns cossos de policia i forces de seguretat del món, com els Mossos d'Esquadra, han adoptat aquest grau. Com a grau militar apareix per primera vegada en els antics sergents majors dels terços espanyols d'infanteria. Les funcions del sergent, com a esglaó intermedi entre els oficials i la tropa, solen consistir en la instrucció, ensinistrament, coordinació i supervisió de l'efectiu subordinat al seu càrrec, tant en àmbits instructius com operatius o tècnics, assumint el comandament i lideratge d'unitats de tipus escamot, sent a més el principal responsable de la disciplina d'aquests davant els seus superiors, i el primer element de la cadena de comandament davant de qui pot el soldat buscar consell o mostrar inquietuds personals.

## Documents catalans
- 1640. Domingo de Moradell.[7]

| «                   | De las obligations del sargento major. Regoneix per superior al Coronell y al Governador de las armas, tots los altres Oficials de guerra segueixen sos ordres, y estan de baix de sa obediencia, y es sa insignia un bastó o vengala de alçada de tres peus geometrichs, que son quatre pams y un quart dels nostres, y es carrech de tanta preheminencia y autoritat que per a sa persona noy ha porta tancada en casa de sos superiors en qualsevol hora y temps que arribe, perquè podria apuntar avisos que necessitan de prompte remey... | » |
| — Preludis militars | |   |

## Obres especialitzades
- 1669. Politica y mecánica militar para sargento mayor de tercio.[8]
- 1873. Manual para cabos y sargentos de los regimientos de infantería y guardia civil del Ejército de Filipinas.[9]
- 1917. Manual for Stable Sergeants.[10]
- 1976. Soldier's Manual: Operations Sergeant.[11]

## Literatura
- 1878. El Sargento Perales.[12]
- 1936. Wachtmeister Studer.[13]
- 1970. Wobble to Death: The First Sergeant Cribb Mystery.[14]
- 1998. The Sergeant in the Snow.[15]

## Cinema
Hi ha algunes pel·lícules en les que el terme "sergent" figura al títol.
- 1939. Wachtmeister Studer (Sergeant Studer).[16][17]
- 1941. El sergent York.[18]
- 1960. El sergent negre.[19]
- 1968. The sergeant.[20]
- 1986. El sergent de ferro.[21]